# Заякин, Василий Васильевич
Васи́лий Васи́льевич Зая́кин (15 марта 1918, дер. Азово, Вятская губерния — 17 января 1995, Шахты, Ростовская область) — участник Великой Отечественной войны, помощник командира взвода 1343-го стрелкового полка (399-я стрелковая дивизия, 48-я армия, 1-й Белорусский фронт), сержант. Герой Советского Союза (1945).

## Биография
Родился 15 марта 1918 года в деревне Азово Вятской губернии в семье крестьянина. Русский.
После окончания 7 классов школы работал в колхозе бригадиром полеводческой бригады.
В 1939 году был призван в Красную Армию. Служил в пограничных частях на Дальнем Востоке. Не раз отмечался командованием за задержание нарушителей границы.
В боях Великой Отечественной войны с августа 1941 года. Участвовал в обороне Москвы, в боях на Орловском направлении, освобождал Белоруссию. К осени 1944 года сержант Заякин — помощник командира взвода 1343-го стрелкового полка 399-й стрелковой дивизии.
3 сентября 1944 года при прорыве обороны противника в районе населённого пункта Рынек (10 км северо-западнее города Острув-Мазовецки, Польша), сержант Заякин со своим подразделением в составе передового отряда стремительно ворвался во вражескую траншею, уничтожив живую силу противника. 4 сентября передовой отряд начал форсировать реку Нарев южнее города Ружан. В числе первых на подручных средствах с пулемётами высадилась на западный берег и группа, в которую входил Заякин. Преодолевая сопротивление противника, бойцы овладели траншеями. В бою был убит командир взвода. Приняв командование на себя, сержант Заякин с товарищами отразили контратаки врага и зацепились на плацдарме, обеспечив успешное форсирование реки другим подразделениям полка.
Член КПСС с 1945 года. В 1946 году Заякин был демобилизован. Жил в городе Гремячинске (ныне Пермского края), работал на шахте № 71. В 1959 году переехал в город Шахты Ростовской области. До 1968 года работал проходчиком на шахте «Нежданная», затем плотником строительного цеха на шахте «Южная».
Умер 17 января 1995 года, похоронен на городском кладбище города Шахты.

## Награды
- Указом Президиума Верховного Совета СССР от 24 марта 1945 года за образцовое выполнение боевых заданий командования на фронте борьбы с немецко-фашистскими захватчиками и проявленные при этом мужество и героизм сержанту Заякину Василию Васильевичу присвоено звание Героя Советского Союза с вручением ордена Ленина и медали «Золотая Звезда» (№ 6111).
- Награждён также орденами Красного Знамени (06.11.1944), Отечественной войны 1-й степени (06.04.1985), Красной Звезды (12.09.1944), Славы 3-й степени (31.07.1944), медалью «За отвагу» (08.06.1944), другими медалями.

## Память
- Мемориальная доска в память о Заякине установлена Российским военно-историческим обществом на здании школы № 17 города Шахты, где он учился.

## Комментарии
1. ↑  Деревня Азово, относившаяся к Бельской волости Глазовского, с 1921 года — Нолинского уезда, в последующем входила в состав Бельского сельсовета Фалёнского (в 1935—1956 — Бельского) района Кировской области[1]; упразднена 6.4.1981[2].